# Norská hymna
Hymna Norska je píseň Ja, vi elsker dette landet (česky Ano, milujeme tuto zemi). Slova napsal mezi lety 1859 a 1868 Bjørnstjerne Bjørnson. Hudbu složil jeho bratranec Rikard Nordraak v roce 1864. Poprvé byla uveřejněna 17. května 1864 při příležitosti 50. výročí norské ústavy. Obvykle se zpívá pouze první a poslední sloka.
```
1.
Ja, vi elsker dette landet,		Ano, milujeme tuto zem,
som det stiger frem,			jak se zvedá,
furet, værbitt over vannet,		vrásčitá a větrem ošlehaná nad mořem,
med de tusen hjem.			s tisíci domovy.
Elsker, elsker det og tenker		Milujeme, milujeme ji a myslíme
på vår far og mor			na našeho otce a matku
og den saganatt som senker		a ságu noci, která posílá
drømme på vår jord.			sny na naši zem.
Og den saganatt som senker,		A ságu noci, která posílá,
senker drømme på vår jord.		posílá sny na naši zem.
```

```
2.
Dette landet Harald berget		Tuto zemi ochránil 
Harald

med sin kjemperad,			se svými veslicemi,
dette landet Håkon verget		tuto zemi chránil 
Håkon

medens Øyvind kvad;			zatímco zpíval 
Øyvind
.
Olav på det landet malte		
Olav
 namaloval na tuto zemi
korset med sitt blod,			kříž vlastní krví,
fra dets høye Sverre talte		z jejích výšin 
Sverre
 mluvil
Roma midt imot. 			
Římu
 navzdory.
```

```
3.
Bønder sine økser brynte		Sedláci nabrousili sekery,
hvor en hær dro frem,			když přicházelo vojsko,
Tordenskiold langs kysten lynte,	
Tordenskiold
 u břehů bouřil,
så den lystes hjem.			až blýskalo se v našich domovech.
Kvinner selv stod opp og strede   	I ženy se postavily a bojovaly,
som de vare menn;			jako by byly muži;
andre kunne bare grede,    		ostatní dokázali jen brečet,
men det kom igjen!			ale to brzy skončí!
```

```
4.
Visstnok var vi ikke mange,		Jistě nás nebylo mnoho,
men vi strakk dog til,			ale bylo nás dost,
da vi prøvdes noen gange,		když přišla výzva,
og det stod på spill;			a země byla ve hře;
ti vi heller landet brente		raději jsme zemi nechali vzplát
enn det kom til fall;			než by padla;
husker bare hva som hendte		vzpomeňte si co se stalo 
ned på Fredrikshald!			dole u 
Fredrikshaldu
!
```

```
5.
Hårde tider har vi døyet,		Tvrdé časy jsme přečkali, 
ble til sist forstøtt;			 
men i verste nød blåøyet		ale v nejhorší nouzi bezelstně
frihet ble oss født.			svoboda byla nám zrozena.
Det gav faderkraft å bære		To dalo nám sílu otců snášet
hungersnød og krig,			hlad a války,
det gav døden selv sin ære –		to dávalo smrti samé její čest –
og det gav forlik.			a přinášelo smír.
```

```
6.
Fienden sitt våpen kastet,		Nepřítel odhodil svou zbraň,
opp visiret for,			otevřel hledí,
vi med undren mot ham hastet,		s údivem mu jdeme vstříc,
ti han var vår bror.			neboť je to náš bratr.
Drevne frem på stand av skammen 	Osvobozeni od pocitu zahanbení
gikk vi søderpå;			jdeme k jihu;
nu vi står tre brødre sammen,		teď stojíme my 
tři bratři
 spolu,
og skal sådan stå!			a spolu zůstaneme!
```

```
7.
Norske mann i hus og hytte,		Norský muži v domě a chatrči
takk din store Gud!			děkuj velkému Bohu!
Landet ville han beskytte,		Ten zemi opatruje,
skjønt det mørkt så ut. 		ač je na pohled tak temná.
Alt hva fedrene har kjempet,		Vše, co otcové vybojovali
mødrene har grett,			matky oplakaly,
har den Herre stille lempet		Pán tiše odešel
så vi vant vår rett.			a tak jsme právem zvítězili.
```

```
8.
Ja, vi elsker dette landet,		Ano, milujeme tuto zem,
som det stiger frem,			jak se zvedá,
furet, værbitt over vannet,		vrásčitá a větrem ošlehaná nad mořem,
med de tusen hjem.			s tisíci domovy.
Og som fedres kamp har hevet		A jak boje otců ji pozvedly
det av nød til seir,			z nouze k vítězství,
også vi, når det blir krevet,     	tak také my, když bude třeba,
for dets fred slår leir.		se postavíme za její mír.
```